# FoxTail
FoxTail (укр. Лисохвіст) — пригодницька інді-відеогра в жанрі фентезі point-and-click від студії української студії Gingertips Game Studio. Була анонсована у 2015 році, вийшла у ранньому доступі на платформах цифрової дистрибуції Steam та GOG.com 1 березня 2018 року, а також вийшла на платформи Microsoft Windows, macOS, Linux.

## Розробка
Автор задуму FoxTail, художник Артем Водоріз із міста Ізюм Харківської області, вперше оголосив про розробку класичної пригодницької гри з антропоморфною лисичкою в головній ролі ще в середині 2015 року. Краудфандингова кампанія на IndieGoGo принесла трохи більше тисячі євро із запитаних 60, а на більш престижному Kickstarter зацікавлені користувачі воліли пожертвувати лише сім тисяч замість тридцяти п'яти. Планувався вихід гри у 2016 році, але вона не вийшла.
Автор та його колеги, програміст Сергій Бєлов та відповідальні за звук та музику Наталія та Олександр Радіни, разом з якими й було засновано спільну студію, роботу над грою постаралися продовжити. Ще до появи на світ FoxTail встигла здобути звання лауреата кількох премій на IndieCup 2017, включаючи «Best Art» та «Indie Prize». Проте відсутність видавничої підтримки позначилася якщо не на якості, то помітно на кількості: гра змогла вийти на платформах Steam і GOG, але тільки в режимі дочасного доступу, лише з одним першим розділом із восьми запланованих.

## Сюжет
FoxTail — класична point-and-click відеогра, де головна героїня, юна лисичка-студентка Національного університету природознавства, на ім'я Лія Фоксі, вирушає в дальню подорож, щоб знайти ліки для хворої бабусі. Вона натрапляє на найрізноманітніших створінь, що з'являються на її шляху, досліджує ліси та гори, болота та печери. Під час подорожі розкриваються таємниці містичного минулого дідуся Лії.

## Системні вимоги

### Мінімальні
- ОС: Windows XP SP3
- Процесор: Pentium III 800 MHz[9]
- Оперативна пам'ять: 128 MB ОП
- Відеокарта: SVGA
- DirectX: версії 9.0
- Місце на диску: 155 MB доступного місця

## Рецензії
Українська спільнота Steam Translation Server, яка об'єднує перекладачів заради текстової української локалізації відеоігор на платформі Steam поставили їй позначку «Рекомендовано».

## Нагороди
| Рік  | Номінації                      | Результат | Примітки |
| ---- | ------------------------------ | --------- | -------- |
| 2017 | Indie Prize GTP IndieCup       | Перемога  | [ 9 ]    |
| 2017 | Best Art GTP IndieCup          | Перемога  | [ 9 ]    |
| 2017 | Streamer's Choice GTP IndieCup | Перемога  | [ 9 ]    |
| 2017 | Indie Prize                    | Номінація | [ 9 ]    |